# Scharnstein
Scharnstein osztrák mezőváros Felső-Ausztria Gmundeni járásában. 2018 januárjában 4819 lakosa volt. 

## Elhelyezkedése

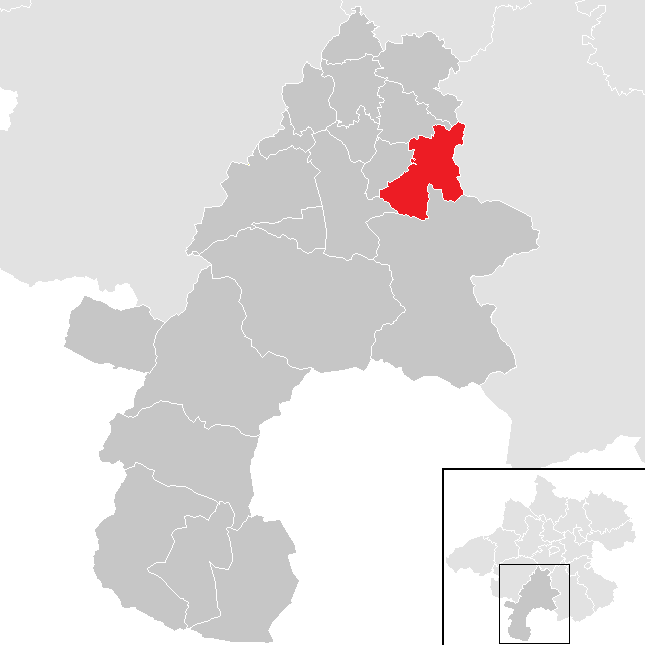
Scharnstein a Gmundeni járásban

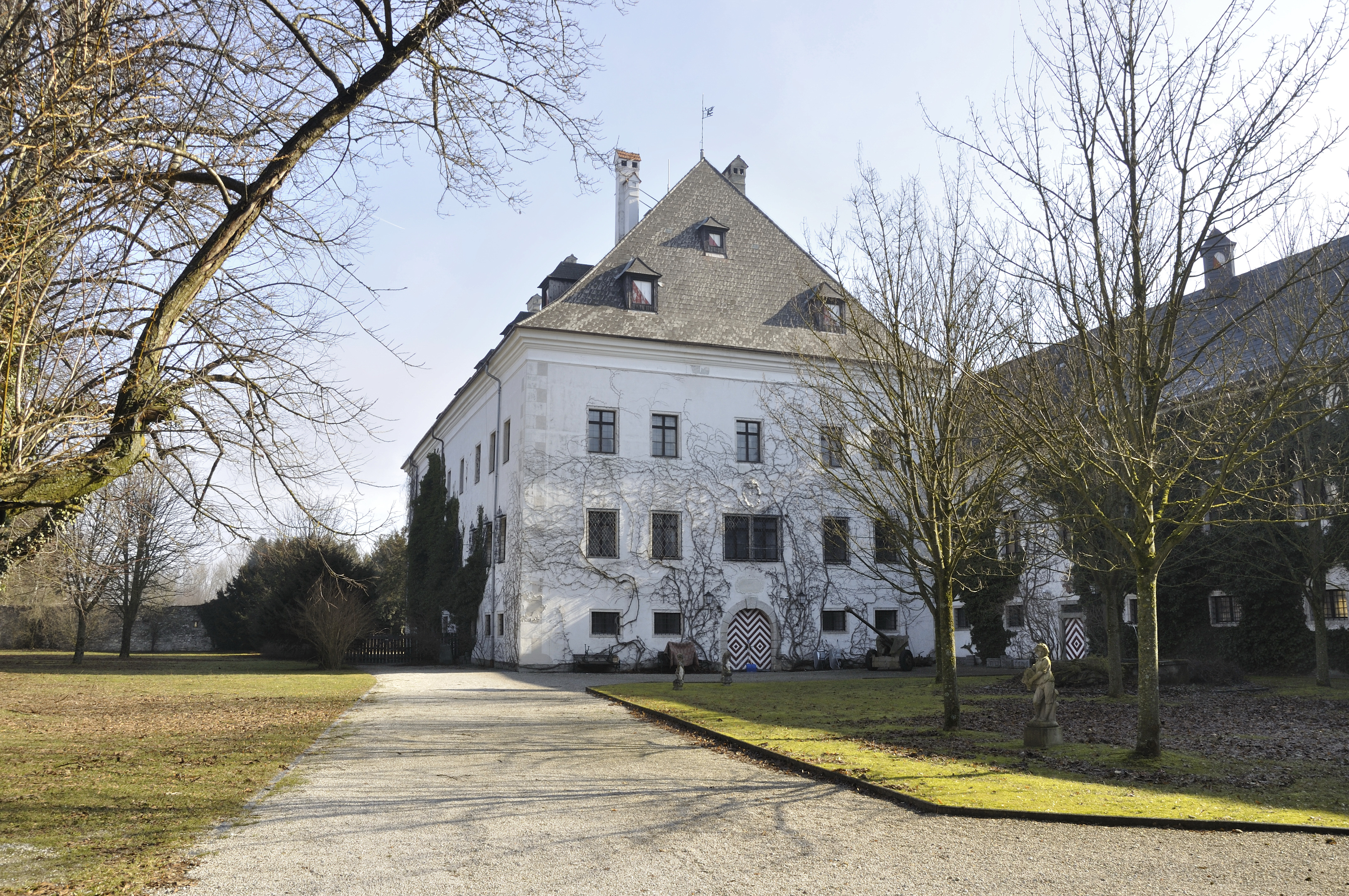
A scharnsteini kastély

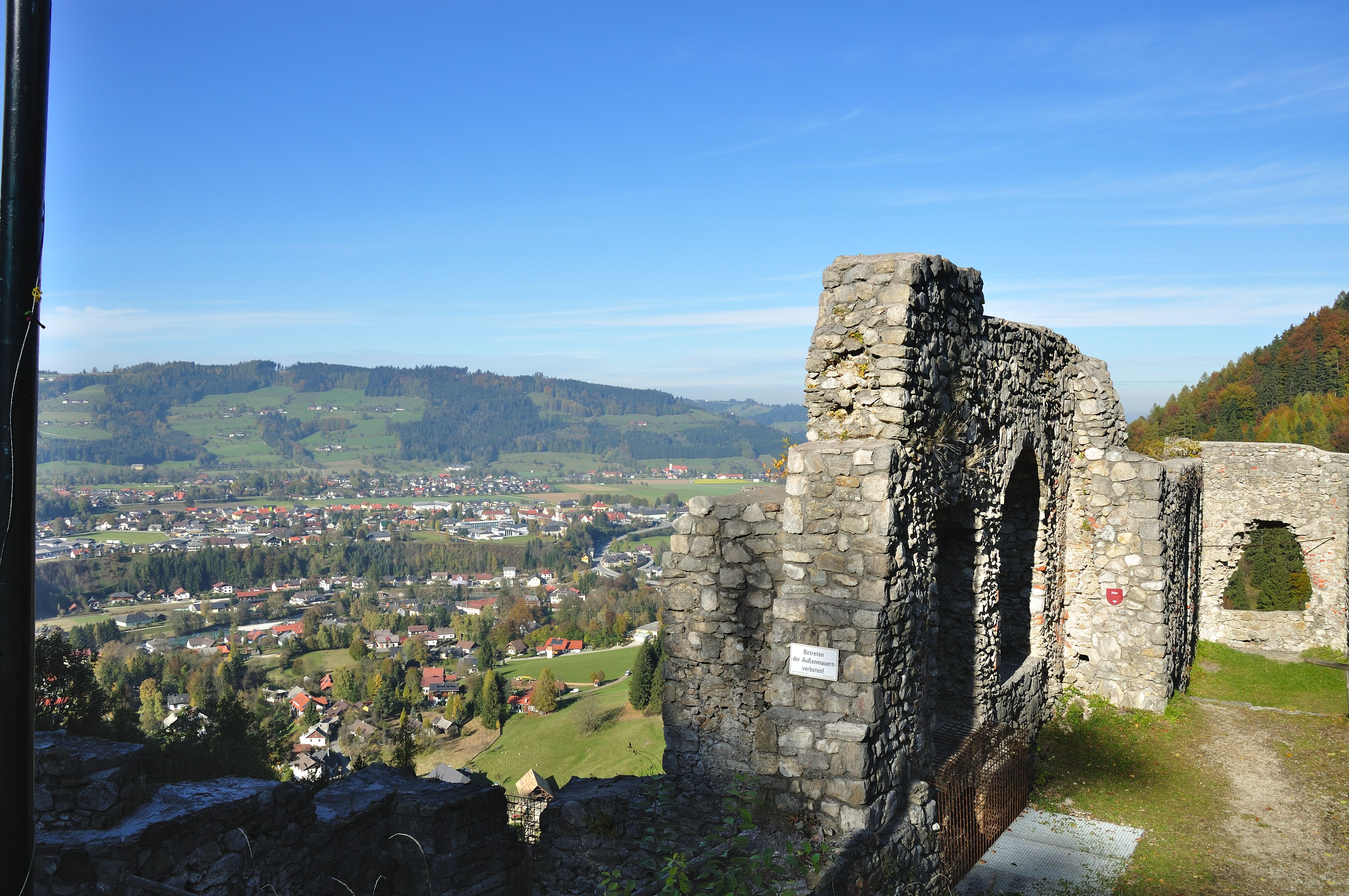
A scharnsteini vár romjai

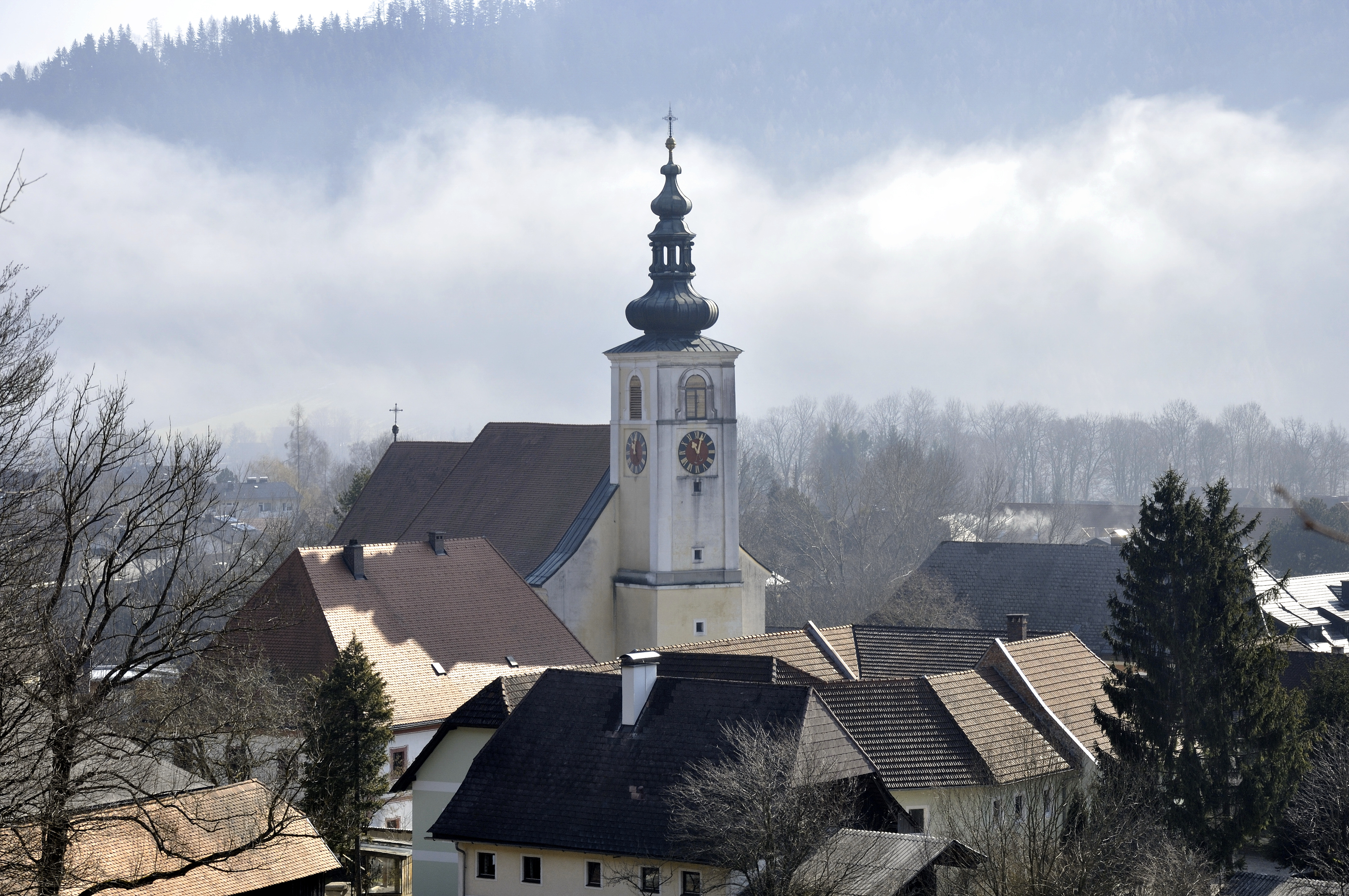
Viechtwang temploma

Scharnstein Felső-Ausztria Traunviertel régiójában fekszik a Salzkammergut területén, az Alm folyó mentén. Területének 54,8%-a erdő, 36% mezőgazdasági művelés alatt áll. Az önkormányzat 4 településrészt, illetve falut egyesít: Dorf (678 lakos 2018-ban), Mühldorf (1505), Scharnstein (1287) és Viechtwang (1349). 
A környező önkormányzatok: délre Grünau im Almtal, délnyugatra Gmunden, nyugatra Sankt Konrad, északnyugatra Kirchham, északra Vorchdorf, északkeletre Pettenbach, keletre Steinbach am Ziehberg.

## Története
Scharnstein várát 1120 körül kezdte építeni a Rebgau grófi család. A várat írásban először 1204-ben említik. 
1492-ben a Habsburg tulajdonban lévő wildensteini uradalom császári megbízottja, Christoph Jörger zu Reut megvásárolta az erődöt Sigmund von Schaunbergtól, majd néhány évvel később továbbadta I. Miksa császárnak. 1538-ban hanyagság miatt tűz ütött ki a várban és az épület leégett. A megbízott nem hozta helyre a várat, hanem új házat építtetett (ún. Schafferleithen). 1584-ben a VIII. Helmhart von Jörger vette meg az uradalmat és jókora kastélyt emeltetett, 1585-ben pedig kaszakészítő mühelyt alapított. 
1621-ben a harmincéves háború során a protestáns Jörgerek minden birtokát elkobozták, Scharnsteint pedig 1625-ben eladták a kremsmünsteri apátságnak. A napóleoni háborúk során a települést több alkalommal megszállták a franciák, de Felső-Ausztria nyugati részétől eltérően nem csatolták a francia bábállam Bajorországhoz, mindvégig osztrák tulajdonban maradt. 
Az 1848-as bécsi forradalom után eltörölték a feudális birtokrendszert és megalakult a községi önkormányzat, amely ekkor Viechtwang nevét vette fel. A kaszaüzem a Monarchia legnagyobb ilyen gyárává fejlődött, 700 munkása naponta 4 ezer kaszát és 5 ezer sarlót állított elő. A vasút az Almtalbahn vonalának elkészültével 1901-ben érkezett Scharnsteinbe. 1918-ban a köztársaság megalakulása után a községet Felső-Ausztria tartományba sorolták be. 
1967-ben Harald Seyrl osztrák történész megvásárolta a kastélyt a kremsmünsteri kolostortól. 1976-ban az önkormányzatot átnevezték Scharnsteinre. 1987-ben bezárt a 400 éves múltra visszatekintő kaszaüzem. 2004-ben, első említésének 800 éves évfordulóján Scharnsteint mezővárosi rangra emelték. 

## Lakosság
A scharnsteini önkormányzat területén 2018 januárjában 4819 fő élt. A lakosságszám 1961 óta gyarapodó tendenciát mutat. 2016-ban a helybeliek 92,5%-a volt osztrák állampolgár; a külföldiek közül 1,6% a régi (2004 előtti), 2,8% az új EU-tagállamokból érkezett. 2% a volt Jugoszlávia (Szlovénia és Horvátország nélkül) vagy Törökország, 1,1% egyéb országok polgára. 2001-ben a lakosok 87,6%-a római katolikusnak, 3% evangélikusnak, 1,1% ortodoxnak, 1,5% mohamedánnak, 5,8% pedig felekezeten kívülinek vallotta magát. Ugyanekkor 2 magyar élt a községben. A legnagyobb nemzetiségi csoportokat a német (95%) mellett a horvátok (2,3%) és a szerbek (1%) alkották.
| Lakosok száma | 4757 | 4780 | 4819 |
|               | 2005 | 2016 | 2018 |

## Látnivalók
- a scharnsteini kastélyban talált helyet az Osztrák Kriminalisztikai Múzeum és az Osztrák Csendőrmúzeum
- a scharnsteini vár romjai
- a viechtwangi Evangélista Szent János-plébániatemplom 1691-ből
- az 1956-ban épült Szt. Bertold-plébániatemplom
- a kaszamúzeum

## Fordítás
- Ez a szócikk részben vagy egészben  a   Scharnstein című német Wikipédia-szócikk ezen változatának fordításán alapul.  Az eredeti cikk szerkesztőit annak laptörténete sorolja fel. Ez a jelzés csupán a megfogalmazás eredetét és a szerzői jogokat jelzi, nem szolgál a cikkben szereplő információk forrásmegjelöléseként.